# Parafia Najświętszego Serca Pana Jezusa w Wilnie
Parafia Najświętszego Serca Pana Jezusa w Wilnie – rzymskokatolicka parafia znajdująca się w Wilnie, na Wilczej Łapie, w archidiecezji wileńskiej w dekanacie wileńskim II.
Kościoły i kaplice na terenie parafii:
- kościół Opatrzności Bożej i Serca Jezusowego w Wilnie – kościół parafialny
- kaplica Chrystusa Ukrzyżowanego w Ponarach - kaplica cmentarna
- kaplica szpitalna w Wilczej Łapie

Msze święte odprawiane są w językach polskim i litewskim.